# Stefan Andreasson
Stefan Andreasson, född 14 december 1968 i Borås, är en svensk före detta fotbollsspelare. Han är klubbchef för den allsvenska fotbollsklubben IF Elfsborg, efter att tidigare ha varit klubbens sportchef.
Andreasson spelade nästan hela sin karriär mellan 1988 och 2001 för Elfsborg, undantaget en kort tid som professionell i den italienska fotbollsklubben Como Calcio 1997/1998. Totalt spelade Andreasson 435 matcher i Elfsborgs A-lag, varav 73 matcher i Allsvenskan.
1999 tog Andreasson över posten som sportchef i Elfsborg. Han har i rollen som sportchef ansetts vara en viktig del i Elfsborgs framgångar under andra halvan av 2000-talet med segern i Allsvenskan 2006 som den största framgången. Han låg bakom värvningarna av bland annat Anders Svensson, Mathias Svensson och Stefan Ishizaki.
2008 tog Andreasson över posten som klubbchef i IF Elsborg och efterträddes då av Mathias Svensson på posten som sportchef.